# 上西星来
上西 星来（じょうにし せいら、1996年8月14日 - ）は、日本のファッションモデル、女優、歌手。愛知県出身。女性アイドルグループ東京パフォーマンスドールの元メンバー。『Ray』専属モデル。

## 略歴
幼少期よりモデルに興味を持ち、夢を実現するきっかけとして高校1年の時にオーディションを受け、全国8,800人の応募者の中から、約17年ぶりに再始動する新生東京パフォーマンスドールのメンバーの1人に選ばれ、2013年6月にステージデビュー。
ファッションモデルとして、雑誌『Ray』2015年2月号の「美少女図鑑」で初登場。同年6月23日発売の8月号より同誌専属モデルを務める。2018年5月23日発売の7月号にRayモデル全員で表紙に初登場。
ビューティーモデルとして、美容雑誌『美的』2016年8月号に初登場。『MAQUIA』2017年4月号、『VoCE』2017年12月号、ビューティ情報エンターテインメント番組『BeauTV〜VoCE』でモデルを務める。
2015年2月、テレビ朝日系『セカンド・ラブ』に生徒役で出演し、女優としてドラマデビュー。同年10月には舞台『ダブリンの鐘つきカビ人間』のヒロイン・おさえ役に抜擢される。2016年3月、三井住友銀行のCM「ひとりひとりが日本代表。新社会人篇」でCMに初出演。
2025年3月、所属事務所であるキューブを退所する旨を発表。

## 人物
- 「星来」という名前の由来は、「星が来て、自分の夢がかなうように」[16]。
- 上西恵（元NMB48）と上西怜（元NMB48）は従姉妹にあたる[13][17]。
- 好きなアーティストはYU-A、UVERworld。
- バレエを3歳から中学2年まで習っており、I字開脚が得意である[2]。

## 出演

### テレビ
- スカッとジャパン（2017年8月21日、フジテレビ） - 中野美恵（レンタルビデオ店の店員）役[18]
- オー!!マイ神様!!（2017年10月3日、TBSテレビ）[19]
- BeauTV〜VoCE（テレビ朝日）
  - 2017年10月7日[11]、10月14日[20]、10月21日[21]
  - 2018年5月12日[22]
  - 2019年1月19日[23]、1月26日[24]、2月2日[25]、10月5日[26]
  - 2020年6月20日[27]、7月4日[28]、11月7日[29]、12月19日[30]
  - 2021年1月9日[31]、1月23日[32]、2月20日[33]、3月6日[34]、3月13日[35]、3月20日[36]、4月3日[37]、4月10日[38]、4月17日[39]、7月24日[40]、8月7日[41]、8月14日[42]
  - 2022年3月12日[43]、3月26日[44]、7月2日[45]、9月10日[46]、10月14日[47]
- THE突破ファイル（2022年4月14日、日本テレビ）[48] - 桜希 役

### テレビドラマ
- セカンド・ラブ（2015年2月6日 - 3月20日、テレビ朝日） - 河瀬まど香 役[49][50]
- 俺の可愛いはもうすぐ消費期限!?（2022年4月16日 - 6月11日、テレビ朝日） - 大原美波 役[51]
- いぶり暮らし 第12話（2022年6月20日、BS松竹東急）
- 警視庁強行犯係・樋口顕 Season2 第4話（2022年8月5日、テレビ東京）- 渡会美久 役
- 昼上がりのオンナたち～ワタシの選択～ 第2話（2022年9月16日、フジテレビ）[52]
- 闇金サイハラさん 第6話（2022年10月25日、MBS・TBS）
- 大病院占拠 第6話・第7話・第9話（2023年2月18日-、日本テレビ） - 山城琴音 役
- おいハンサム!!2 第6話（2024年5月11日、東海テレビ・フジテレビ） - サワ子 役[53]

### 舞台
- ダブリンの鐘つきカビ人間（2015年10月3日 - 25日、PARCO劇場 / 11月4日 - 20日、地方公演） - ヒロイン・おさえ 役[54]
- リーディングシアター『キオスク』（2019年12月25日 - 29日、東京芸術劇場 シアターイースト / 2020年1月18日 - 19日、兵庫県立芸術文化センター 阪急 中ホール）[55]
- 春母夏母秋母冬母（2020年2月13日 - 19日、CBGKシブゲキ!!）[56]
- キオスク（2021年1月22日 - 24日、兵庫県立芸術文化センター 阪急 中ホール / 2月11日 - 21日、東京芸術劇場 プレイハウス / 2月23日、静岡市清水文化会館 マリナート大ホール / 2月25日、日本特殊陶業市民会館 ビレッジホール / 2月27日、JMSアステールプラザ 大ホール）[57]
- 朗読劇「リスナーたちの星空」（2022年5月1日、紀伊國屋サザンシアター）[58]

### ファッションショー
- 神戸コレクション 2016 AUTUMN / WINTER（2016年9月17日）[59]
- Rakuten GirlsAward
  - 2019 SPRING/SUMMER（2019年5月18日）[60]
  - 2022 AUTUMN/WINTER（2022年10月8日）[61]
  - Rakuten GirlsAward 2023 AUTUMN/WINTER（2023年9月30日、幕張メッセ）[62]
- マイナビ presents 第29回 東京ガールズコレクション by girlswalker 2019 AUTUMN/WINTER（2019年9月7日、さいたまスーパーアリーナ）[63][64]
- SAPPORO COLLECTION
  - 2021 ONLINE WINTER Edition（2021年11月9日）[65]
  - 2022 SPRING/SUMMER（2022年5月29日）[66]
  - 2022 AUTUMN/WINTER（2022年10月29日）[67]
- ミュゼプラチナム Presents SAPPORO COLLECTION 2023 AUTUMN／WINTER（2023年11月4日、北海きたえーる）[68]
- 関西コレクション
  - EXIA presents 関西コレクション 2022 A/W（2022年8月4日）[69]
  - KANSAI COLLECTION 2024 AUTUMN＆WINTER（2024年8月1日、京セラドーム大阪）[70]

### ラジオ
- NEXT JAM（2018年9月6日 - 2020年3月26日、@FM） - 木曜日 アシスタントレギュラー[71]
- じょにーじゅにあの もふっ♡（2018年10月6日 - 2022年3月26日、@FM） - 初の冠番組[72]
- LOVE CONNECTION（2018年12月17日、TOKYO FM）[73]
- ヘアメイク河北裕介のBe yourself（JFN系列）
  - 2019年7月12日[74]、2019年7月19日[75]
- 須田亜香里の部屋（@FM）
  - 2019年7月29日[76]、8月5日
- pdc presents 上西星来のSpring Makeup（2021年3月16日、TOKYO FM）[77]
- FMシアター「がんばれ！ギャル鵜匠」（2022年7月9日、NHK-FM放送） - 主演：渋谷サキ 役[78]

### CM
- 三井住友銀行「ひとりひとりが日本代表。新社会人篇」（2016年3月5日 - ）[14]

### 広告
- タワーレコード「学生応援キャンペーン」（2016年8月 - 、タワーレコード） - キャンペーンガール[79]
- Valumer（2017年10月 - 、Valumer）[80][81]
- WILLSELECTION（2018年1月 - 、WILLSELECTION） - ファッションモデル
  - WILLSELECTION × SEIRA JONISHI（2018年1月）[82][83]
  - LOVE KNIT 2018（2018年3月）[84]
  - WILLSELECTION × SEIRA JONISHI vol.2（2018年4月）[85]
  - WILLSELECTION × SEIRA JONISHI vol.3（2018年5月）[86]
  - HEART COLLECTION（2019年1月）[87]
  - SPRING NEW LOOK feat.Seira Jonishi（2019年1月）[88]
  - 2019 SPRING Vol.1 feat. Seira Jonishi（2019年3月）[89]
  - 2019 SPRING Vol.2 feat. Seira Jonishi（2019年4月）[90]
  - 2019 Summer Look（2019年5月）[91]
  - 2019 Summer Look vol.2（2019年6月）[92]
  - Collaboration WILLSELECTION×上西星来（2019年6月）[93]
  - JULY LOOK（2019年7月）[94]
  - Ribbon Week August Look（2019年8月）[95]
  - Trend Styling（2019年8月）[96]
  - 2019 Autumn Collection Vol.1（2019年8月）[97][98]
  - 2019 Autumn Collection Vol.2（2019年9月）[99]
  - OCTOBER LOOK（2019年10月）[100]
  - ONLINE SHOP LIMITED ITEMS（2019年10月）[101]
  - 2019 WINTER COLLECTION Vol.1（2019年10月）[102]
  - 2019 WINTER COLLECTION Vol.2（2019年11月）[103]
  - WINTER STYLE BOOK（2019年11月）[104]
  - 2019 DECEMBER LOOK（2019年12月）[105]
  - DRESS COLLECTION（2019年12月）[106]
  - PRE SPRING LOOK（2020年1月）[107]
  - 2020 Spring&Summer Bag&Shoes（2020年1月）[108]
  - 2020 SPRING COLLECTION vol.1（2020年3月）[109]
  - 2020 SPRING COLLECTION vol.2（2020年3月）[110]
  - COORDINATE（2020年5月）[111]
  - 2020 SUMMER COLLECTION（2020年5月）[112]
  - WILLSELECTION×Seira Jonishi（2020年7月）[113]
  - Late SUMMER LOOK（2020年7月）[114]
  - Ray×WILLSELECTION×上西星来 トリプルコラボItem（2020年7月）[115]
  - AUGUST LOOK（2020年8月）[116]
  - SEPTEMBER LOOK（2020年9月）[117]
  - SEPTEMBER LOOK vol.2（2020年9月）[118]
  - Seira Jonishi × WILLSELECTION COLLABORATION（2020年9月）[119]
  - OCTOBER LOOK（2020年10月）[120]
  - 上西星来ちゃんコラボコート（2020年10月）[121]
  - ONLINE SHOP LIMITED ITEMS - flower hoodie one-piece -（2020年10月）[122]
  - NOVEMBER LOOK（2020年11月）[123]
  - JANUARY LOOK（2021年1月）[124]
  - FEBRUARY LOOK（2021年2月）[125]
  - MARCH LOOK（2021年3月）[126]
  - APRIL LOOK（2021年4月）[127]
  - Styling BOOK -Tops×Skirt ver.-（2021年4月）[128]
  - Styling LOOK One-piece×Light Outer ver.（2021年4月）[129]
  - August LOOK（2021年8月）[130]
  - Ribbon days LIMITED Item WILLSELECTION × SEIRA JONISHI（2021年8月）[131]
  - August LOOK vol.2（2021年8月）[132]
  - September Look vol.1（2021年9月）[133]
  - September Look vol.2（2021年9月）[134]
  - 2021 WILLSELECTION's OUTER（2021年10月）[135]
  - WILLSELECTION NOVEMBER LOOK vol.1（2021年11月）[136]
  - WILLSELECTION December LOOK（2021年12月）[137]
  - WILLSELETION_上西星来コラボワンピース（2021年12月）[138]
  - New My Colors（2022年1月）[139]
  - SPRING TREND KEYWORD（2022年1月）[140]
  - SPRING ALL YOU NEED（2022年1月）[141]
  - SEIRA JONISHI×WILLSELECTION COLLABORATION ONE-PIECE（2022年2月）[142]
  - WILLSELECTION Early Summer Styling（2022年4月）[143]
  - WILLSELECTION_SUMMER COLLECTION（2022年5月）[144]
  - WILLSELECTION_seira jounishi Collaboration One-piece（2022年6月）[145]
  - WILLSELECTION WillGirl（2022年7月）[146]
  - WILLSELECTION WillLady（2022年7月）[147]
  - 8月8日はWILLSELECTIONリボンの日（2022年7月）[148]
  - WILLSELECTION DRESS COLLECTIONSTYLING（2022年8月）[149]
  - AUTUMN ONE（2022年8月）[150]
  - SeptemberLook（2022年9月）[151]
  - WILLSELECTION SEIRAJONISHI Collaboration（2022年9月）[152]
  - WILLSELECTION_10月LOOK（2022年10月）[153]
  - WILLSELECTION_OUTER（2022年10月）[154]
  - WILLSELECTION_DRESS collection（2022年10月）[155]
  - WILLSELECTION DecemberLook（2022年12月）[156]
- Precious Beauty 2018 Mid Autumn No.70（2018年10月 - 、コーセー）[157]
- MIIA（2019年1月 - 、MIIA）
  - Spring Catalog[158][159]
  - 10月 WEB CATALOG（2021年10月）[160]
- 花王キュレル「キュレルUVソング」（2019年2月 - 、花王）[161][162]
- NATURAL BEAUTY furisode collection（2019年4月 - 、京都丸紅） - 振袖のモデル[163][164]
- ANNA SUI × Ray スペシャルムービー（2019年4月 - 、ANNA SUI）[165][166]
- Resort ISLAND（2019年6月 - 、パレモ） - 水着モデル[167][168]
- 東急百貨店（2019年9月 - 、東急百貨店）
  - 2019 秋のコスメティックフェア（2019年9月 - ）[169]
  - +Q（プラスク）ビューティー デビュー（2019年10月 - ）[170]
- &be （2020年2月 - ）[171]
- IBERIS PMEL ムースアイシャドウ（2020年2月 - ）[172]
- meeco三越伊勢丹化粧品オンラインストア（2020年6月 - ）[173]
- SHAKA（2020年7月 - ）[174]
- 「Drop Tokyo」OPERAリップティント企画（2020年9月 - ）[175]
- キャンディマジック（2021年10月 - ）
  - Victoria 1day[176]
  - Victoria 2week[177]
- プリントシール機「ハルイロセカイ」 - イメージモデル
- タカシマヤ ゲートタワーモールマガジン Quns!（2022年3月号、10月号）[178]
- tocco closet（2022年3月 - ）
  - tocco closet feat. Seira Jonishi [179]
- gelato pique（2022年5月 - ）[180]

### イベント
- ローラ メルシエ presents 河北裕介 メイクアップステージ（2018年7月28日、ペリエ千葉 isamiya店）[181]
- 「Ray」30周年記念イベント『女子だけの Ray 学園祭、恋が叶う♡女子力UPフェス』（2018年9月20日）[182]
- HAIR OF THE YEAR 3（2019年1月22日）[183]
- 長井かおりさん×キャンメイク×VOCE「春顔に着替えよう♡ 長井流・春のキラキラEYEメイク・レッスン」（2019年3月31日）[184]
- 奥の細道紀行330年 記念シンポジウム in おおがき（2019年6月1日、大垣市総合福祉会館 5階 ホール）[注釈 1][185]
- WILLSELECTION×上西星来コラボアイテム発売記念上西星来さん来店イベント
  - 2019年7月15日（WILLSELECTION ルミネエスト新宿店）[186]
  - 2019年8月9日（WILLSELECTION 阪急うめだ本店）[187]
- 『UPBEAT WEEKEND 』公開生放送（2019年10月5日、名古屋駅　新幹線エスカ地下街 特設ステージ）
- 上西星来×高橋里帆 トークショー（2019年11月16日、渋谷スクランブルスクエア）[188]
- イヴ・サンローラン 渋谷パルコ バレンタインデースペシャルステージ（2022年2月12日、渋谷パルコ）[189]
- イヴ・サンローラン PARCO “【YSL秋コスメ】スモーキーヌード” SPECIAL STAGE（2022年8月6日、渋谷パルコ）
- タカシマヤ ゲートタワーモール ファッションウィーク（2022年10月10日、タカシマヤ ゲートタワーモール 7F ローズテラス）[190]

### ネット配信
- VOCEインスタライブ（2019年11月19日、VOCE）[191]
- Podcastショートボイスドラマ「To→You」- 31、32、33話[192]
- 僕の可愛いはまだまだ発展途上!?（2022年5月15日 - 、TELASA） - 大原美波 役[193]

## 書籍

### 雑誌連載
- Ray（2015年8月号[6] - 、主婦の友社）

### Web連載
- 上西星来のもふっと♡びより （2018年11月1日 - 、Ray） - 第1・第3木曜日更新